# Seznam švicarskih nogometašev
Seznam švicarskih nogometašev.

## A
- Almen Abdi
- Silvan Aegerter
- François Affolter
- Albian Ajeti
- Marco Aratore

## B
- Tranquillo Barnetta
- Diego Benaglio
- Valon Behrami
- Steve von Bergen
- Thomas Bickel
- Christophe Bonvin
- Albert Bunjaku
- Patrick Buhlmann

## C
- Ricardo Cabanas
- Mario Cantaluppi
- Fabio Celestini
- Stéphane Chapuisat
- Davide Chiumento
- Massimo Colomba
- Fabio Coltorti
- Alexandre Comisetti
- Joël Corminbœuf
- Moreno Costanzo

## D
- David Degen
- Philipp Degen
- Eren Derdiyok
- Johan Djourou
- Blerim Džemaili

## E
- Mario Eggimann
- Innocent Emeghara
- Antonio Esposito

## F
- Beg Ferati
- Gelson Fernandes
- Urs Fischer
- Sébastien Fournier
- Alexander Frei
- Fabian Frei

## G
- Alain Geiger
- Joan Gamper
- Marco Grassi
- Stéphane Grichting
- Daniel Gygax

## H
- Stéphane Henchoz
- Dominique Herr
- Marwin Hitz
- Marc Hottiger
- Benjamin Huggel

## I
- Gökhan Inler

## J
- Sébastien Jeanneret

## K
- Timm Klose
- Philippe Koch
- Marcel Koller
- Genséric Kusunga

## L
- Stephan Lehmann
- Johnny Leoni
- Stephan Lichtsteiner
- Massimo Lombardo
- Johann Lonfat
- Mauro Lustrinelli

## M
- Ludovic Magnin
- Xavier Margairaz
- Marco Mathys
- Giuseppe Mazzarelli
- Michel Morganella
- Patrick Müller

## N
- Alain Nef
- Blaise Nkufo

## P
- Marco Padalino
- Marco Pascolo

## Q
- Yvan Quentin

## R
- Alain Rochat
- Ricardo Rodríguez
- Jonathan Rossini
- Régis Rothenbühler

## S
- Fabian Schär
- Pascal Schürpf
- Pirmin Schwegler
- Philippe Senderos
- David Sesa
- Ciriaco Sforza
- Xherdan Shaqiri
- Yann Sommer
- Christoph Spycher
- Florian Stahel
- Jörg Stiel
- Valentin Stocker
- Marco Streller
- Claudio Sulser
- Alain Sutter
- Patrick Sylvestre

## T
- Kubilay Türkyilmaz

## U
- Daniel Unal

## V
- Germano Vailati
- Ramon Vega
- Johann Vogel
- Johan Vonlanthen

## W
- Raphaël Wicky
- Adrian Winter
- Marco Wölfli

## X
- Granit Xhaka

## Y
- Hakan Yakin
- Murat Yakin

## Z
- Reto Zanni
- Marc Zellweger
- Reto Ziegler
- Steven Zuber
- Pascal Zuberbühler